# Memoria reprimida
Véase también: Represión (psicoanálisis), Recuperación (memoria) y Teoría de la seducción .
La memoria reprimida es un fenómeno psicológico controvertido y en gran medida desacreditado científicamente que consiste en la incapacidad de recordar información autobiográfica, normalmente de naturaleza traumática o estresante. El concepto se originó en la teoría psicoanalítica, donde la represión se entiende como un mecanismo de defensa que excluye de la conciencia las experiencias dolorosas y los impulsos inaceptables. En la actualidad, se considera que la memoria reprimida carece en gran medida de fundamento en la investigación. Sigmund Freud afirmó inicialmente que los recuerdos de traumas históricos de la infancia podían reprimirse, aunque influían inconscientemente en el comportamiento y las respuestas emocionales actuales; posteriormente revisó esta creencia.
Aunque el concepto de recuerdos reprimidos persistió durante gran parte de la década de los 90, no existe apoyo suficiente para concluir que los recuerdos puedan ocultarse de forma discreta de un modo distinto al olvido. Históricamente, algunos psicoanalistas proporcionaban terapia basada en la creencia de que los supuestos recuerdos reprimidos podían recuperarse; sin embargo, en lugar de promover la recuperación de un recuerdo reprimido real, tales intentos podían dar lugar a la creación de recuerdos totalmente falsos. Las acusaciones posteriores basadas en tales "recuerdos recuperados" provocaron un daño considerable a las personas implicadas como autores, lo que a veces dio lugar a condenas falsas y años de encarcelamiento.
Debido a la falta de pruebas del concepto de recuerdos reprimidos y recuperados, los psicólogos clínicos convencionales han dejado de utilizar estos términos. El psicólogo clínico Richard McNally, afirmó en una carta de alegato dirigida a un juez de California: "La idea de que los sucesos traumáticos pueden reprimirse y recuperarse más tarde es el folclore más pernicioso que ha infectado a la psicología y la psiquiatría. Ha proporcionado la base teórica para la "terapia de la memoria recuperada", la peor catástrofe que ha sufrido el campo de la salud mental desde la época de las lobotomías".

## Historia
Sigmund Freud trató el tema de la memoria reprimida en su ensayo de 1896, La etiología de la histeria. Uno de los estudios publicados en su ensayo se refería a una joven llamada Anna O. Entre sus muchas dolencias, padecía una parálisis rígida en el lado derecho del cuerpo. Freud afirmó que sus síntomas se debían a traumas psicológicos. Los recuerdos dolorosos se habían separado de su conciencia y habían dañado su cuerpo. Freud utilizó la hipnosis para tratar a Anna O. Se dice que recuperó una ligera movilidad en el lado derecho.
El concepto recibió un renovado interés en la década de 1970 en relación con el abuso sexual infantil y el incesto. Llegó a denominarse Movimiento de la Memoria Recuperada y Guerras de la Memoria o La Guerra de la Memoria, se convirtió en un tema importante de la cultura pop durante las décadas de 1980 y 1990, relacionado con el pánico satánico, y dio lugar a una miríada de casos legales, controversias y medios de comunicación. Michelle Remembers (1980), un libro desacreditado escrito por el psiquiatra canadiense Lawrence Pazder y su esposa/antigua paciente Michelle Smith sobre las experiencias inventadas de Smith con recuerdos reprimidos de rituales y abusos satánicos en la infancia, adquirió una popularidad generalizada que persistió después de su desacreditación, influyó en afirmaciones posteriores, y recibió la promoción de medios de comunicación como Oprah, Geraldo Rivera, Sally Jesse Raphael y 20/20. A partir de la década de 1980, los casos legales de memoria reprimida aumentaron rápidamente.En 1989, se produjo un caso legal histórico cuando George Franklin fue acusado y condenado en 1990 por la violación y asesinato de Susan Kay Nason, de 8 años, el 22 de septiembre de 1969, basándose en el relato de los recuerdos recuperados de su hija, Eileen Franklin. Condenado inicialmente a cadena perpetua, un juez de distrito anuló la condena en 1995 basándose en varios errores del juicio, entre ellos la falta de fiabilidad de la hipnosis utilizada. Eileen Franklin volvería a acusar a su padre de violar y asesinar a Veronica Cascio, de 18 años, y a Paula Baxter, de 17. George Franklin fue puesto en libertad en julio de 1996 después de que los fiscales anunciaran que no volverían a juzgarle y, en 2018, las pruebas de ADN vincularon a Rodney Lynn Halbower con los asesinatos de Cascio y Baxter. Fue declarado culpable de ambos asesinatos y condenado a cadena perpetua. En 1991, la revista People publicó las experiencias de Marilyn Van Derbur y Roseanne Barr con el abuso infantil y la memoria reprimida.La hermana mayor de Van Derbur, Gwen, verificó su relato, aunque Barr moderaría posteriormente sus afirmaciones. Tales casos y reacciones condujeron a la definición del síndrome del falso recuerdo y al establecimiento de la Fundación Síndrome de Falsa Memoria en 1992. El caso de los falsos recuerdos de Ramona en 1994 fue otro caso emblemático, en el que el padre Gary Ramona demandó con éxito por negligencia profesional al Western Medical Center de Anaheim, a su jefe de psiquiatría Richard Rose, y a la terapeuta Marche Isabella, por implantar falsos recuerdos de abusos infantiles mientras trataba a su hija Holly por depresión y bulimia.  También fue notable por haber sido presentada por un tercero no implicado en la relación médico-paciente y contribuyó a la evaluación continua del fenómeno. El escepticismo y las críticas a la memoria reprimida siguieron aumentando durante las décadas de 1990, 2000 y posteriores, haciendo hincapié en la falta de fiabilidad, las afirmaciones falsas y la falta de ejemplos en los registros históricos.

## Temas relacionados

### Casos de estudio
El psiquiatra David Corwin ha afirmado que uno de sus casos demuestra la realidad de los recuerdos reprimidos. Este caso se refería a una paciente (el caso de Jane Doe) que, según Corwin, había sufrido graves abusos por parte de su madre, había recordado los abusos a los seis años durante la terapia con Corwin y, once años después, era incapaz de recordar los abusos antes de que los recuerdos de los abusos volvieran a su mente de nuevo durante la terapia. Sin embargo, una investigación del caso llevada a cabo por Elizabeth Loftus y Melvin Guyer planteó serias dudas sobre muchos de los detalles centrales del caso relatados por Corwin, entre ellos si Jane Doe sufrió o no abusos por parte de su madre, sugiriendo que podría tratarse de un caso de falsa memoria de abusos en la infancia con el recuerdo "creado" durante la terapia sugestiva en el momento en que Doe tenía seis años. Loftus y Guyer también hallaron pruebas de que, tras su "recuerdo" inicial del abuso durante la terapia a los seis años, Doe había hablado del abuso durante los once años transcurridos entre las sesiones de terapia, lo que indica que, aunque el abuso hubiera ocurrido realmente, el recuerdo del abuso no había sido reprimido. En términos más generales, además del problema de los falsos recuerdos, este caso pone de relieve la dependencia crítica de los casos de demandas por represión de la capacidad de las personas para recordar si previamente habían sido capaces o no de recordar un suceso traumático; como ha señalado McNally, las personas son notoriamente incapaces de hacer ese tipo de juicio.
Un argumento que se ha esgrimido en contra de la validez del fenómeno de los recuerdos reprimidos es que en la literatura histórica anterior al siglo XIX apenas se habla (si es que se habla) de fenómenos que pudieran calificarse como ejemplos de represión de la memoria o amnesia disociativa.  En respuesta a la afirmación de Harrison Pope en 2006 de que no existen ejemplos de este tipo, Ross Cheit, politólogo de la Universidad Brown, citó el caso de Nina, una ópera de 1786 del compositor francés Nicolas Dalayrac, en la que la heroína, tras olvidar que vio a su amante aparentemente muerto en un duelo, le espera a diario. Pope afirma que ni siquiera esta única descripción ficticia cumple claramente todos los criterios de evidencia de represión de la memoria, a diferencia de otros fenómenos de memoria normal.
A pesar de las afirmaciones de los defensores de la realidad de la represión de la memoria de que cualquier prueba del olvido de un suceso aparentemente traumático constituye una prueba de represión, las investigaciones indican que los recuerdos de abusos sexuales infantiles y otros incidentes traumáticos a veces pueden olvidarse a través de los mecanismos normales de la memoria. Se ha demostrado la recuperación espontánea de recuerdos traumáticos, y se han corroborado recuerdos recuperados de abusos traumáticos en la infancia; sin embargo, el olvido de un trauma no implica necesariamente que el trauma haya sido reprimido. Una situación en la que es especialmente probable que se produzca el aparente olvido, y posterior recuperación, de una experiencia "traumática" es cuando la experiencia no se interpretó como traumática cuando ocurrió por primera vez, pero luego, más adelante en la vida, se reinterpretó como un caso de trauma temprano.
Una revisión realizada por Alan Sheflin y Daniel Brown en 1996 encontró 25 estudios previos sobre el tema de la amnesia de los abusos sexuales en la infancia. Los 25 "demostraron amnesia en una subpoblación", incluidos estudios más recientes con muestreos aleatorios y diseños prospectivos. Por otra parte, en un editorial de 1998 en el British Medical Journal, Harrison Pope escribió que "tras un examen crítico, las pruebas científicas de la represión se desmoronan". Continuó diciendo que "preguntar a los individuos si 'recuerdan si olvidaron' es de dudosa validez. Además, en la mayoría de los estudios retrospectivos, la corroboración del suceso traumático estaba ausente o por debajo de los estándares científicos razonables".

### Autenticidad
Los recuerdos pueden ser precisos, pero no siempre lo son. Por ejemplo, el testimonio de testigos presenciales, incluso de sucesos dramáticos relativamente recientes, es muy poco fiable. Los recuerdos de sucesos son una mezcla de hechos superpuestos a emociones, mezclados con interpretaciones y "rellenados" con imaginaciones. El escepticismo sobre la validez de un recuerdo como dato factual está justificado. Por ejemplo, en un estudio en el que se volvió a entrevistar a víctimas de abusos infantiles documentados muchos años después, cuando ya eran adultas, el 38% de las mujeres negó recordar los abusos.
Se considera que diversas manipulaciones pueden implantar falsos recuerdos (a veces denominados "pseudomemorias"). La psicóloga Elizabeth Loftus ha señalado que algunas de las técnicas que utilizan algunos terapeutas para supuestamente ayudar a los pacientes a recuperar recuerdos de traumas tempranos (incluidas técnicas como la regresión de edad, la visualización guiada, la escritura en trance, el trabajo con los sueños, el trabajo corporal y la hipnosis) son particularmente propensas a contribuir a la creación de recuerdos falsos o pseudomemorias. Estos recuerdos creados mediante terapia pueden ser bastante convincentes para quienes los desarrollan, y pueden incluir detalles que los hagan parecer creíbles a los demás. En un experimento ya clásico de Loftus (ampliamente conocido como el estudio "Perdido en el centro comercial"), se entregó a los participantes un folleto que contenía tres relatos de sucesos reales de la infancia escritos por familiares y un cuarto relato de un suceso totalmente ficticio de perderse en un centro comercial. Una cuarta parte de los sujetos dijeron recordar el suceso ficticio y lo explicaron con todo lujo de detalles. Este experimento inspiró muchos otros y, en uno de ellos, Porter et al. convencieron a casi la mitad de los participantes de que habían sobrevivido al ataque de un animal feroz en su infancia.
Los detractores de estos estudios experimentales han cuestionado que sus conclusiones sean generalizables a los recuerdos de traumas del mundo real o a lo que ocurre en contextos psicoterapéuticos. Sin embargo, cuando se "recuperan" recuerdos tras largos periodos de amnesia, en particular cuando se utilizaron medios extraordinarios para asegurar la recuperación de la memoria, hoy en día se acepta de forma generalizada (aunque no universal) que los recuerdos tienen una alta probabilidad de ser falsos, es decir, "recuerdos" de incidentes que no habían ocurrido realmente. Así pues, las organizaciones profesionales reconocen que algunos tipos de terapia similares conllevan el riesgo de implantar recuerdos falsos. La Asociación Americana de Psicología aconseja: "...la mayoría de los líderes en este campo están de acuerdo en que, aunque es poco frecuente, un recuerdo de abuso en la primera infancia que se ha olvidado puede recordarse más tarde; sin embargo, estos líderes también están de acuerdo en que es posible construir pseudomemorias convincentes de sucesos que nunca ocurrieron."
No todos los terapeutas están de acuerdo en que los recuerdos falsos sean un riesgo importante de la psicoterapia y sostienen que esta idea exagera los datos y no está probada. Varios estudios han informado de altos porcentajes de corroboración de los recuerdos recuperados y algunos autores han afirmado que entre los escépticos de la idea de la memoria recuperada existe una "tendencia a ocultar u omitir pruebas de corroboración" de los recuerdos recuperados.
Una cuestión difícil en este campo es que no hay pruebas de que se puedan distinguir de forma fiable los recuerdos verdaderos de los falsos. Algunos creen que los recuerdos "recuperados" bajo hipnosis son especialmente propensos a ser falsos. Según el Consejo de Asuntos Científicos de la Asociación Médica Americana, los recuerdos obtenidos durante la hipnosis pueden implicar confabulaciones y pseudomemorias y parecen ser menos fiables que los recuerdos no hipnóticos. Brown et al. estiman que entre el 3 y el 5% de los sujetos de laboratorio son vulnerables a las sugestiones de desinformación posteriores al suceso. Afirman que entre el 5 y el 8% de la población general se encuentra en el rango de alta hipnotizabilidad. El 25% de los que se encuentran en este rango son vulnerables a la sugestión de pseudomemorias para detalles periféricos, que puede aumentar hasta el 80% con una combinación de otros factores de influencia social. Llegan a la conclusión de que las tasas de errores de memoria oscilan entre el 0 y el 5% en los estudios de adultos, entre el 3 y el 5% en los estudios de niños y que las tasas de falsas acusaciones de maltrato infantil oscilan entre el 4 y el 8% en la población general.

### Mecanismos
Quienes defienden la validez del fenómeno de la memoria reprimida han identificado tres mecanismos de la memoria normal que pueden explicar cómo puede producirse la represión de la memoria: la inhibición de la recuperación, el olvido motivado y el recuerdo en función del estado de conciencia.

#### Inhibición de la recuperación
La inhibición de la recuperación se refiere a un fenómeno de la memoria en el que recordar cierta información provoca el olvido de otra. Anderson y Green han argumentado que existe un vínculo entre este fenómeno y la represión de la memoria; según este punto de vista, la simple decisión de no pensar en un acontecimiento traumático, junto con el recuerdo activo de otras experiencias relacionadas (o elementos menos traumáticos de la experiencia traumática) puede hacer que los recuerdos de la propia experiencia traumática sean menos accesibles a la conciencia. Sin embargo, se han planteado dos problemas con este punto de vista: (1) las pruebas del fenómeno básico en sí no se han replicado de forma consistente y (2) el fenómeno no cumple todos los criterios que deben cumplirse para apoyar la teoría de la represión de la memoria, en particular la falta de pruebas de que esta forma de olvido sea especialmente probable en el caso de experiencias traumáticas.

#### Olvido motivado
El fenómeno del olvido motivado, que a veces también se denomina olvido intencionado o dirigido, se refiere al olvido iniciado por un objetivo consciente de olvidar una información concreta. En el paradigma clásico del olvido intencionado, se muestra a los participantes una lista de palabras, pero se les indica que recuerden ciertas palabras y olviden otras. Más tarde, cuando se evalúa su memoria para todas las palabras, el recuerdo y el reconocimiento suelen ser peores para las palabras olvidadas deliberadamente. Un problema para considerar el olvido motivado como un mecanismo de represión de la memoria es que no hay pruebas de que la información olvidada intencionadamente se vuelva, primero, inaccesible y, después, recuperable (como requiere la teoría de la represión de la memoria).

#### Recordar en función del estado de conciencia
El término recuerdo dependiente del estado de conciencia se refiere a la evidencia de que la recuperación de la memoria es más eficaz cuando un individuo se encuentra en el mismo estado de conciencia en el que estaba cuando se formó el recuerdo. Basándose en su investigación con ratas, Radulovic ha argumentado que los recuerdos de experiencias traumáticas muy estresantes pueden almacenarse en redes neuronales diferentes a las de los recuerdos de experiencias no estresantes, y que los recuerdos de las experiencias estresantes pueden ser inaccesibles hasta que el cerebro del organismo se encuentre en un estado neurológico similar al que tenía cuando se produjo la experiencia estresante por primera vez.  En la actualidad, sin embargo, no hay pruebas de que lo que Radulovic descubrió con las ratas ocurra en los sistemas de memoria de los humanos, y no está claro que los recuerdos humanos de experiencias traumáticas se "recuperen" normalmente colocando al individuo de nuevo en el estado mental que experimentó durante el trauma original.

### Amnesia
La amnesia es una pérdida parcial o total de memoria que va más allá del mero olvido. A menudo es temporal y sólo afecta a una parte de la experiencia de la persona. La amnesia suele estar causada por una lesión cerebral, por ejemplo tras un golpe en la cabeza, y a veces por un trauma psicológico. La amnesia anterógrada es la incapacidad de recordar nuevas experiencias que ocurren después de un daño cerebral; la amnesia retrógrada es la pérdida de recuerdos de acontecimientos que ocurrieron antes de un traumatismo o lesión. La amnesia disociativa se define en el DSM-5 como la "incapacidad para recordar información autobiográfica" que es (a) "de naturaleza traumática o estresante", (b) "inconsistente con el olvido ordinario", (c) "almacenada con éxito", (d) implica un periodo de tiempo en el que el paciente es incapaz de recordar la experiencia, (e) no está causada por una sustancia o afección neurológica, y (f) es "siempre potencialmente reversible". McNally y otros han señalado que esta definición es esencialmente la misma que las características que definen la represión de la memoria, y que todas las razones para cuestionar la realidad de la represión de la memoria se aplican igualmente bien a las afirmaciones relativas a la amnesia disociativa.

### Efectos del trauma en la memoria
La esencia de la teoría de la represión de la memoria es que son los recuerdos de experiencias traumáticas los que tienen más probabilidades de no estar disponibles para la conciencia consciente, aunque sigan existiendo a nivel inconsciente. Una teoría prominente más específica de la represión de la memoria, la "Teoría del trauma por traición", propone que los recuerdos de abusos en la infancia son los más propensos a ser reprimidos debido al intenso trauma emocional que produce el hecho de ser maltratado por alguien de quien el niño depende para recibir apoyo emocional y físico; en tales situaciones, según esta teoría, la amnesia disociativa es una respuesta adaptativa porque permite que la relación con el poderoso maltratador (de quien el niño depende) continúe de alguna forma.
El psiquiatra Bessel van der Kolk dividió los efectos de los traumas en las funciones de la memoria en cuatro conjuntos:
- Amnesia traumática: consiste en la pérdida de recuerdos de experiencias traumáticas. Cuanto más joven es el sujeto y más largo es el acontecimiento traumático, mayor es la probabilidad de que se produzca una amnesia significativa. Afirmó que la recuperación posterior de recuerdos tras una amnesia traumática está bien documentada en la literatura, con ejemplos documentados tras desastres naturales y accidentes, en soldados de combate, en víctimas de secuestros, torturas y experiencias en campos de concentración, en víctimas de abusos físicos y sexuales y en personas que han cometido asesinatos.
- Deterioro de la memoria; esto dificulta que los sujetos construyan un relato preciso de su historia presente y pasada. "La combinación de falta de memoria autobiográfica, disociación continuada y de esquemas de significado que incluyen victimización, impotencia y traición, es probable que haga a estos individuos vulnerables a la sugestión y a la construcción de explicaciones para sus afectos relacionados con el trauma que pueden tener poca relación con las realidades reales de sus vidas".
- Procesos disociativos; se refiere a que los recuerdos se almacenan como fragmentos y no como enteros unitarios.
- Organización sensoriomotora de los recuerdos traumáticos. No ser capaz de integrar los recuerdos traumáticos parece estar relacionado con el trastorno de estrés postraumático (TEPT).[72]

Según van der Kolk, los recuerdos de acontecimientos muy significativos suelen ser precisos y estables a lo largo del tiempo; los aspectos de las experiencias traumáticas parecen quedarse grabados en la mente, inalterados por el paso del tiempo o las experiencias que puedan venir después. Las huellas de las experiencias traumáticas parecen ser diferentes de las de los sucesos no traumáticos, quizá debido a alteraciones en la focalización de la atención o al hecho de que la excitación emocional extrema interfiere en la memoria. La hipótesis de van der Kolk y Fisler es que, en situaciones de estrés extremo, falla el sistema de categorización de la memoria basado en el hipocampo, y estos recuerdos se mantienen como estados emocionales y sensoriales. Cuando estos rastros se recuerdan y se ponen en un relato personal, están sujetos a ser condensados, contaminados y embellecidos.
Un problema importante para las teorías traumáticas de la represión de la memoria es la falta de pruebas en humanos de que los fallos en el recuerdo de experiencias traumáticas se deban a otra cosa que no sean procesos normales de la memoria que se aplican igualmente bien a los recuerdos de sucesos traumáticos y no traumáticos. Además, está claro que, en lugar de ser expulsados de la conciencia, la dificultad con los recuerdos traumáticos para la mayoría de las personas es su incapacidad para olvidar el suceso traumático y la tendencia de los recuerdos de la experiencia traumática a inmiscuirse en la conciencia de forma problemática.
Las investigaciones psicológicas indican que la mayoría de los recuerdos traumáticos se recuerdan bien durante largos periodos de tiempo. Los recuerdos autobiográficos valorados como muy negativos se recuerdan con un alto grado de precisión y detalle. Esta observación está en consonancia con la comprensión psicológica de la memoria humana, que explica que los acontecimientos muy destacados y distintivos -características comunes de las experiencias traumáticas negativas- se recuerdan bien. Cuando se experimentan sucesos muy emotivos y estresantes, las respuestas fisiológicas y neurológicas, como las que afectan al sistema límbico, concretamente a la amígdala y el hipocampo, conducen a recuerdos más consolidados, lo que demuestra que el estrés mejora la memoria de aspectos y detalles directamente relacionados con el suceso estresante.  Además, las respuestas conductuales y cognitivas que mejoran la memoria, como ensayar o revisar un recuerdo en la mente, también son más probables cuando los recuerdos son muy emotivos. En comparación con los acontecimientos positivos, los recuerdos de experiencias negativas y traumáticas son más precisos, coherentes, vívidos y detallados, y esta tendencia persiste a lo largo del tiempo. Esta muestra de lo que es un vasto conjunto de pruebas cuestiona cómo es posible que los recuerdos traumáticos, que normalmente se recuerdan excepcionalmente bien, también puedan estar asociados a patrones de olvido extremo.
La alta calidad del recuerdo de sucesos traumáticos no es sólo un hallazgo de laboratorio, sino que también se ha observado en experiencias de la vida real, como entre los supervivientes de abusos sexuales a menores y de atrocidades relacionadas con la guerra. Por ejemplo, los investigadores que estudiaron la precisión de la memoria en supervivientes de abusos sexuales a menores entre 12 y 21 años después de que el suceso o sucesos hubieran finalizado, descubrieron que la gravedad del trastorno de estrés postraumático estaba positivamente correlacionada con el grado de precisión de la memoria. Además, todas las personas que identificaron los abusos sexuales a menores como el suceso más traumático de su vida, mostraban un recuerdo muy preciso del suceso. Del mismo modo, en un estudio de supervivientes de la Segunda Guerra Mundial, los investigadores descubrieron que los participantes que puntuaban más alto en las reacciones de estrés postraumático tenían recuerdos de guerra más coherentes, con consecuencias personales y más ensayados. Los investigadores concluyeron que los sucesos muy angustiosos pueden dar lugar a recuerdos subjetivamente más claros y muy accesibles.

### Estatus jurídico
Se plantean graves problemas cuando los recuerdos recuperados pero falsos dan lugar a denuncias públicas; las denuncias falsas acarrean graves consecuencias para el acusado. Un tipo especial de acusación falsa, el síndrome de falsos recuerdos, surge normalmente en terapia, cuando las personas informan de la "recuperación" de recuerdos infantiles de abusos previamente desconocidos. Se ha criticado especialmente la influencia de las creencias y prácticas de los profesionales en la obtención de "recuerdos" falsos y de denuncias falsas.
Algunos casos penales se han basado en el testimonio de un testigo de recuerdos reprimidos recuperados, a menudo de supuestos abusos sexuales en la infancia. En algunas jurisdicciones, el plazo de prescripción de los casos de abusos a menores se ha ampliado para dar cabida al fenómeno de los recuerdos reprimidos, así como a otros factores. El concepto de memoria reprimida cobró mayor notoriedad pública en los años ochenta y noventa, a lo que siguió una reducción de la atención pública tras una serie de escándalos, demandas y revocaciones de licencias.
Un tribunal de distrito de EE. UU. aceptó los recuerdos reprimidos como prueba admisible en un caso concreto. Dalenberg argumenta que las pruebas demuestran que se debe permitir que los casos de recuerdos recuperados sean juzgados.
Se ha comentado la aparente disposición de los tribunales a dar crédito a los recuerdos recuperados de los denunciantes, pero no a la ausencia de recuerdos por parte de los acusados: "Parece evidente que los tribunales necesitan mejores directrices en torno a la cuestión de la amnesia disociativa en ambas poblaciones".
En 1995, el Tribunal de Apelación del Noveno Circuito dictaminó, en Franklin v. Duncan y Franklin v. Fox, Murray et al. (312 F3d. 423, véase también 884 FSupp 1435, N.D. Calif.), que la memoria reprimida no es admisible como prueba en una acción judicial debido a su falta de fiabilidad, incoherencia, naturaleza no científica, tendencia a ser una prueba inducida terapéuticamente y sujeta a la influencia de los rumores y la sugestionabilidad. El tribunal anuló la condena de un hombre acusado de asesinar a una niña de nueve años basándose exclusivamente en la prueba de un recuerdo reprimido de 21 años de un único testigo, que además guardaba un complejo rencor personal contra el acusado.
En una sentencia de 1996, un tribunal de distrito de EE. UU. permitió que los recuerdos reprimidos se introdujeran como prueba en casos judiciales. Jennifer Freyd escribe que el caso de Ross E. Cheit de abuso sexual recordado súbitamente es uno de los casos mejor documentados a disposición del público. Cheit ganó dos juicios, localizó a otras cinco víctimas y grabó una confesión.

El 16 de diciembre de 2005, el Tribunal de Apelación Penal irlandés emitió un certificado que confirmaba un error judicial en el caso de una ex monja, Nora Wall, cuya condena por violación de menores en 1999 se basaba en parte en pruebas de memoria reprimida. La sentencia afirmaba que:

No se aportaron pruebas científicas de ningún tipo para explicar el fenómeno de los "flashbacks" y/o de la "memoria recuperada", ni el demandante estaba en condiciones de hacer frente a tal caso al no haber sido notificado previamente.
El 16 de agosto de 2010, el Tribunal de Apelación del Segundo Circuito de los Estados Unidos revocó la condena que se basaba en los recuerdos de abusos sufridos en la infancia por la víctima, afirmando que "el expediente sugiere una "probabilidad razonable" de que Jesse Friedman fuera condenado injustamente". La "evidencia nueva y material" en este caso es el consenso posterior a la condena dentro de la comunidad de las ciencias sociales de que las tácticas sugestivas de recuperación de la memoria pueden crear recuerdos falsos" (página 27, FRIEDMAN v. REHAL Docket No. 08-0297). La sentencia continúa ordenando que se revisen todas las condenas anteriores y los acuerdos de culpabilidad basados en recuerdos reprimidos mediante técnicas comunes de recuperación de la memoria.

### Terapia de memoria recuperada
Artículo principal: Terapia de memoria recuperada
El término "terapia de memoria recuperada" se refiere al uso de una serie de métodos psicoterapéuticos que implican guiar los intentos del paciente de recordar recuerdos de abusos que previamente habían sido olvidados. El término "terapia de memoria recuperada" no aparece en el DSM-V ni está recomendado por las principales asociaciones éticas y profesionales de salud mental.  Los detractores de la terapia de memoria recuperada señalan que esta terapia puede crear recuerdos falsos mediante el uso de potentes técnicas de sugestión. También se ha descubierto que los pacientes que se retractan -tras decidir que sus recuerdos recuperados son falsos- pueden sufrir trastorno de estrés postraumático debido al trauma de los recuerdos ilusorios.

## Controversia
El Grupo de Trabajo sobre Investigación de Recuerdos de Abusos Infantiles de la Asociación Americana de Psicología llegó a cinco conclusiones clave:
1. Las controversias sobre los recuerdos de los adultos no deben ocultar el hecho de que el abuso sexual infantil es un problema complejo y generalizado en Estados Unidos que históricamente no se ha reconocido;
2. La mayoría de las personas que sufrieron abusos sexuales de niños recuerdan todo o parte de lo que les ocurrió;
3. Es posible que los recuerdos recuperados de abusos olvidados durante mucho tiempo vuelvan a la memoria;
4. También es posible construir pseudomemorias convincentes de sucesos que nunca ocurrieron; y
5. Existen lagunas en nuestros conocimientos sobre los procesos que conducen a recuerdos exactos e inexactos de los abusos en la infancia.